# Happy Harmonies
Happy Harmonies es el nombre que recibe la serie de cortos animados distribuidos por la Metro-Goldwyn-Mayer y producidos por Hugh Harman y Rudolf Ising entre los años 1934 y 1938. 
Producidos en Technicolor (aunque los dos primeros cortos fueron producidos en Cinecolor), estos dibujos animados fueron muy similar a las "Silly Symphonies" de Walt Disney. Habitualmente contaban con la aparición de Bosko, un personaje que protagonizó los primeros cortos de Looney Tunes, producidos por Leon Schlesinger. Tras los primeros lanzamientos, el diseño de Bosko pasó de tener un diseño similar al de Mickey Mouse a un diseño realista de un chico afroamericano.
Fueron producidos 37 cortos de dibujos animados.

## Lista de cortos animados
| Título                                 | Fecha de lanzamiento     | Director      | Notas |
| -------------------------------------- | ------------------------ | ------------- | --- |
| 1. The Discontented Canary             | 1 de septiembre de 1934  | Rudolf Ising  | Primera caricatura producida por MGM. |
| 2. The Old Pioneer                     | 29 de septiembre de 1934 | Rudolf Ising  | - Primera caricatura en tener el nombre "Happy Harmonies" - Animación reutilizada de "Moonlight for Two" (1932). |
| 3. Tale of the Vienna Woods            | 27 de octubre de 1934    | Hugh Harman   | |
| 4. Bosko's Parlor Pranks               | 24 de noviembre de 1934  | Hugh Harman   | Primera aparición de Bosko en una caricatura en color. |
| 5. Toyland Broadcast                   | 22 de diciembre de 1934  | Rudolf Ising  | - Bing Crosby, The Mills Brothers, Kate Smith, las hermanas Boswell, Paul Whiteman, Rudy Vallée, Rubinoffy y otras estrellas de la radio son caricaturizadas. - Animación reutilizada de "The Shanty Where Santy Claus Lives" (1933). |
| 6. Hey-Hey Fever                       | 9 de enero de 1935       | Hugh Harman   | Aparición final del diseño original de Bosko. |
| 7. When the Cat's Away                 | 16 de febrero de 1935    | Rudolf Ising  | |
| 8. The Lost Chick                      | 9 de marzo de 1935       | Hugh Harman   | |
| 9. The Calico Dragon                   | 30 de marzo de 1935      | Rudolf Ising  | |
| 10. Good Little Monkeys                | 13 de abril de 1935      | Hugh Harman   | |
| 11. The Chinese Nightingale            | 27 de abril de 1935      | Rudolf Ising  | |
| 12. Poor Little Me                     | 11 de mayo de 1935       | Hugh Harman   | |
| 13. Barnyard Babies                    | 25 de mayo de 1935       | Rudolf Ising  | El último cortometraje con "El león Coffee". |
| 14. The Old Plantation                 | 21 de septiembre de 1935 | Rudolf Ising  | El primer cortometraje con "El león Tanner". |
| 15. Honeyland                          | 19 de octubre de 1935    | Rudolf Ising  | |
| 16. Alias St. Nick                     | 16 de noviembre de 1935  | Rudolf Ising  | |
| 17. Run, Sheep, Run                    | 14 de diciembre de 1935  | Hugh Harman   | Primera aparición del nuevo diseño de Bosko como un niño afroamericano. |
| 18. Bottles                            | 11 de enero de 1936      | Hugh Harman   | |
| 19. The Early Bird and the Worm        | 8 de febrero de 1936     | Rudolf Ising  | |
| 20. The Old Mill Pond                  | 7 de marzo de 1936       | Hugh Harman   | Primera aparición de las ranas. |
| 21. Two Little Pups                    | 4 de abril de 1936       | Rudolf Ising  | Primera aparición de los "Dos pequeños cachorros". |
| 22. The Old House                      | 2 de mayo de 1936        | Hugh Harman   | |
| 23. The Pups' Picnic                   | 30 de mayo de 1936       | Rudolf Ising  | |
| 24. To Spring                          | 4 de junio de 1936       | William Hanna | Debut como director William Hanna. |
| 25. Little Cheeser                     | 11 de julio de 1936      | Rudolf Ising  | |
| 26. The Pups' Christmas                | 12 de diciembre de 1936  | Rudolf Ising  | |
| 27. Circus Daze                        | 16 de enero de 1937      | Hugh Harman   | Última caricatura en tener el nombre "Happy Harmonies". |
| 28. Swing Wedding                      | 13 de febrero de 1937    | Hugh Harman   | Existe una versión editada de menor duración de este corto, titulada "Hot Frogs". |
| 29. Bosko's Easter Eggs                | 20 de marzo de 1937      | Hugh Harman   | |
| 30. Little Ol' Bosko and the Pirates   | 1 de mayo de 1937        | Hugh Harman   | |
| 31. The Hound and the Rabbit           | 29 de mayo de 1937       | Rudolf Ising  | |
| 32. The Wayward Pups                   | 10 de julio de 1937      | Rudolf Ising  | Aparición final de los "Dos cachorros". |
| 33. Little Ol' Bosko and the Cannibals | 28 de agosto de 1937     | Hugh Harman   | |
| 34. Little Buck Cheeser                | 15 de diciembre de 1937  | Rudolf Ising  | |
| 35. Little Ol' Bosko in Bagdad         | 1 de enero de 1938       | Hugh Harman   | Aparición final de Bosko. |
| 36. Pipe Dreams                        | 5 de febrero de 1938     | Hugh Harman   | Originalmente producida para Disney pero lanzada por MGM. |
| 37. The Little Bantamweight            | 12 de marzo de 1938      | Rudolf Ising  | Originalmente producida para Disney pero lanzada por MGM. |